# Dolgor Ser-Od
Dolgor Ser-Od (mongolisch Сэр-одын Долгор, Ser-Odyn Dolgor; * 1973 in Ulaanbaatar, Mongolei) ist eine in Deutschland lebende mongolische Malerin.

## Leben
Dolgor Ser-Od schloss 1992 den Besuch eines Art Colleges ab. Sie studierte traditionelle Malerei und Zeichnung für drei Jahre am "Soyol" College in ihrer Heimatstadt. 2005 beendete sie ihre Ausbildung an der Fine Art University, ebenfalls in Ulaanbaatar. Sie ist Mitglied der Union of Mongolian Artists (UMA). Nach ihrer Heirat 2008 siedelte sie nach Berlin über.

## Werk

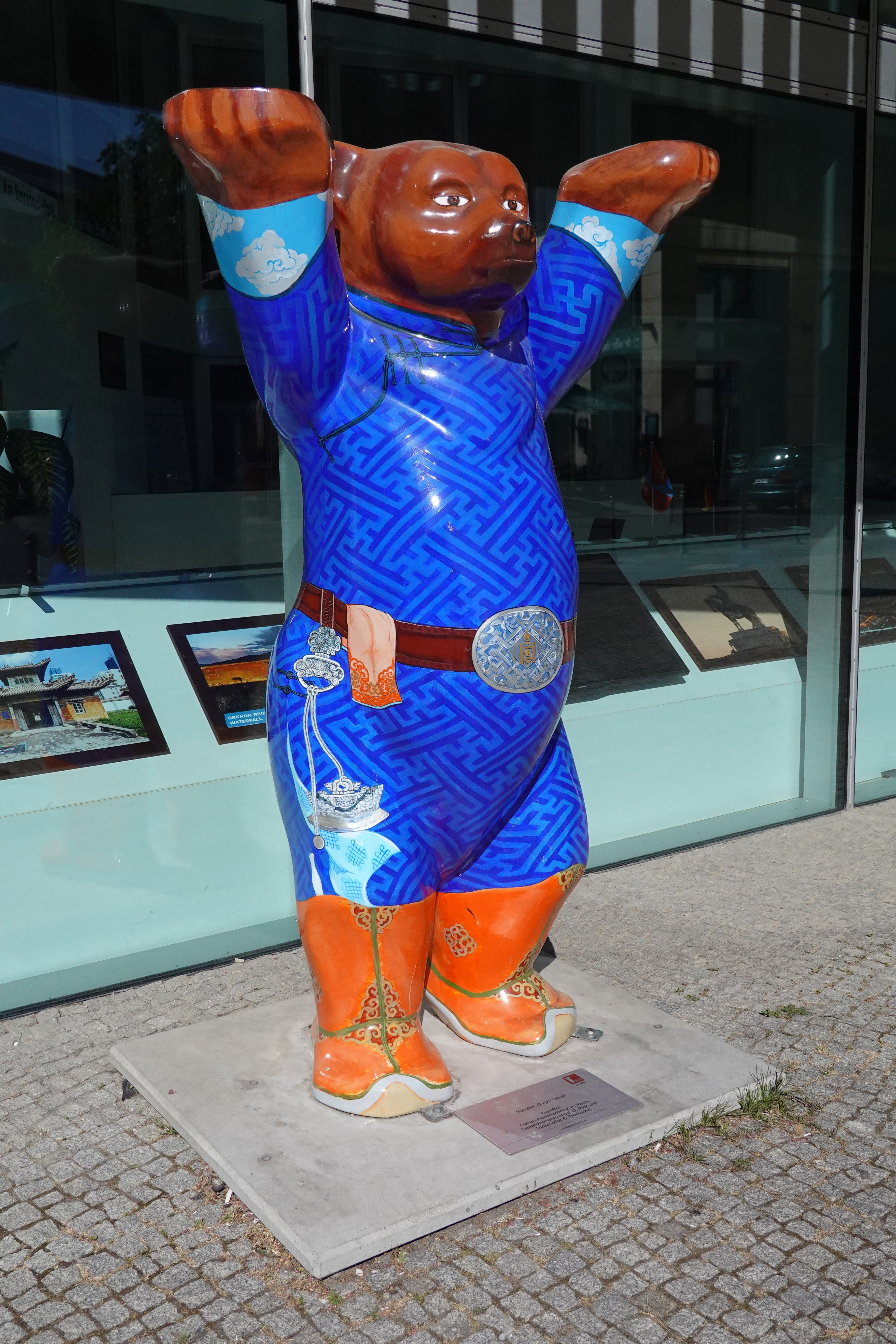
Classic Buddy Bear vor der Botschaft der Mongolei in Berlin, der von Dolgor Serod bemalt wurde. (Das Bild ist auf Commons annotiert und zeigt Details der Bemalung.)

Neben traditionellen Malereien und Zeichnungen entstanden auch eine Reihe moderner Gemälde in Öl und Acryl. Werke der Künstlerin befinden sich in der Kunstsammlung der Khan Bank in Ulaanbaatar sowie in verschiedenen Privatsammlungen. Ihre Arbeit zeichnet eine hohe Detailtreue aus.

## Ausstellungen
| - 1998 Einzelausstellung, Zanabazar Museum, Ulaanbaatar - 1998 International Symposium of German and Mongolian Artists - 1999 Einzelausstellung "Flower", Zanabazar Museum, Ulaanbaatar - 1999 Einzelausstellung "Ger", Art Gallery of the UMA, Ulaanbaatar - 2002 Einzelausstellung “Streets & Ger”, Seoul, Korea - 2003 “The Best artworks of the year”, Art Gallery UMA, Ulaanbaatar - 2003 Einzelausstellung “Busy place”, Art Gallery UMA, Ulaanbaatar - 2004 “Mongolia & Tamna”, Culture and Art Center, Jeju, Korea - 2004 “Mongolian Highlights”, Vilnius, Litauen - 2005 “The Exchange Exhibition Between Jeju & Mongolia”, Art Gallery UMA, Ulaanbaatar - 2005 “Colors of Mongolia”, Sofia, Bulgarien - 2005 “The IMA Art Exhibition Japan and Mongolia”, UMA, Ulaanbaatar - 2006 Transitory Operation, UMA Gallery, Ulaanbaatar - 2006 Land Art Mongolia, Bor-Öndör, Gobi / Art Gallery UMA, Ulaanbaatar - 2006 Best Artworks of the Year, Art Gallery of the UMA, Ulaanbaatar - 2007 Einzelausstellung, Art Gallery UMA, Ulaanbaatar - 2008 Utopia, Kerava Art Museum, Kerava, Finnland | - 2009 Galerie Borchert, Berlin - Kaiserdamm, Galerie Ulf Wetzka, Berlin - 06. Berliner Kunstsalon, Berlin - A.I.R. Gongju, Korea - 2010 Bare House Project, Pori Art Museum Finland - Land Art Mongolia, Biennial, National Mongolian Modern Art Gallery - 2012 Galerie berlin Baku, Berlin, Einzelausstellung - Galerie im Tempelhof Museum, Berlin, Einzelausstellung - 2014 Spur der Steine, Druckwerkstatt, Künstlerhaus Bethanien, Berlin - 2015 Ghetto Biennale, port au Prince, Haiti - Holzwege, Mainblau, Berlin - 2016 Azerbaidjian meets Mongolia, Galerie Berlin Baku, Berlin - 2017 Folkestone Triennial, Folkestone, England - Nakanojo Biennale, Nakanojo, Japan - Out of Khentii, Khentii Art Gallery, Chingges City, Mongolia |

## Auszeichnungen
- 1998 Bronze-Medaille "Youth of year" des National Festival
- 2001 Best Painting of the year, Valiand Art, Mongolei